# Jens Peter Brose
Jens Peter Brose (* 1959) ist ein deutscher Film- und Theaterschauspieler sowie Busfahrer.

## Leben
Brose ist gelernter LKW-Fahrer und nebenberuflich seit 2011 Busfahrer für den FC St. Pauli.
Sein erstes festes Theater-Engagement hatte Brose 1988 in St. Gallen, später spielte er an Theatern in Deutschland und Österreich, unter anderem am Hamburger Ohnsorg-Theater. In Film und Fernsehen war er in zahlreichen Klein- und Kleinst-, Gast- und Nebenrollen zu sehen, so unter anderem 2007 in Die Katze mit Götz George und in mehreren Folgen der Fernsehreihe Tatort.

## Filmografie
- 1988, 2000: Großstadtrevier (Fernsehserie, 2 Folgen, Gastrollen)
- 1994: Unsere Hagenbecks (Fernsehserie, Gastrolle)
- 1997: Einsatz Hamburg Süd (Fernsehserie, Gastrolle)
- 1998: Ufos über Waterlow (Fernsehfilm)
- 1999: Die Cleveren (Fernsehserie, Gastrolle)
- 2000: Herzschlag – Das Ärzteteam Nord (Fernsehserie, Gastrolle)
- 2000: Tatort: Rattenlinie (Fernsehfilm)
- 2001: Tatort: Exil! (Fernsehfilm)
- 2001: Schutzengel gesucht (Fernsehfilm)
- 2002: Mit dem Rücken zur Wand (Fernsehfilm)
- 2002: Tatort: Schatten (Fernsehfilm)
- 2002, 2004: Die Rettungsflieger (Fernsehserie, 2 Folgen, Gastrollen)
- 2004: Erbsen auf halb 6
- 2004: Löwenzahn (Fernsehserie, Gastrolle)
- 2004: Tatort: Stirb und werde (Fernsehfilm)
- 2005: Stubbe – Von Fall zu Fall: Harte Kerle (Fernsehfilm)
- 2006: Die Frau am Ende der Straße (Fernsehfilm)
- 2006: Heute fängt mein Leben an (Fernsehfilm)
- 2006: Der Seehund von Sanderoog (Fernsehfilm)
- 2006: Tatort: Schattenspiele (Fernsehfilm)
- 2007: Der Fürst und das Mädchen (Fernsehserie, Gastrolle)
- 2007: Theo, Agnes, Bibi und die anderen (Fernsehfilm)
- 2007: Kuckuckszeit (Fernsehfilm)
- 2007: Die Katze (Fernsehfilm)
- 2007–2017: Neues aus Büttenwarder (Fernsehserie)
- 2007: Küstenwache (Fernsehserie, Gastrolle)
- 2008: Hallo Robbie! (Fernsehserie, 4 Folgen, Nebenrolle)
- 2009: Doktor Martin (Fernsehserie, Gastrolle)
- 2010: SOKO Wismar (Fernsehserie, Gastrolle)
- 2011: Tatort: Borowski und die Frau am Fenster (Fernsehfilm)
- 2011: Annas Erbe (Fernsehfilm)
- 2012: Notruf Hafenkante (Fernsehserie, Gastrolle)
- 2013: Eine verhängnisvolle Nacht (Fernsehfilm)
- 2013–2022: Die Pfefferkörner (Fernsehserie, Gastrollen)
- 2018: Ella Schön (Fernsehserie, Gastrolle)
- 2018: Matti & Sami und die drei größten Fehler des Universums
- 2018: Honest Work
- 2018: Familie Dr. Kleist (Fernsehserie, 2 Folgen, Gastrolle)
- 2019: Nord Nord Mord (Fernsehserie, Gastrolle)
- 2021: Tiere bis unters Dach (Fernsehserie, 1 Folge, Gastrolle)
- 2021: Tödliche Gier (Fernsehfilm)
- 2023: Unter anderen Umständen: Mütter und Söhne